# 桃園客運新屋站
桃園客運新屋站位於臺灣桃園市新屋區中山路361號，車站所在地是新屋鄉中山路與忠孝街口。車站緊臨新屋市區，除了中壢－新屋之間通勤路線外，還有新屋至永安、新屋至觀音區等路線，是新屋區對外公共運輸的樞紐。

## 沿革
一九八○年代初，桃園汽車客運公司為因應在本區境內日漸增長的客運需求量，經鄉長姜仁平及鄉農會總幹事范姜新馮協調地方紳耆，為該公司爭取到一處興建新屋站房的使用地。新建站房於1982年（民國71年）元月落成啟用，地址新生里中山路361號。2013年起，為了解決新屋站腹地太小的問題，向新竹客運楊梅站承租了新竹客運新屋站的停車場地，以解決車輛不夠停的問題。

## 月台路線
桃園客運新屋站共有四個月台，呈半弧型月台，各月台並無編號，僅以路線為區分，以下就以順序（忠孝街進入）介紹各路線。
- 進站第一月台：

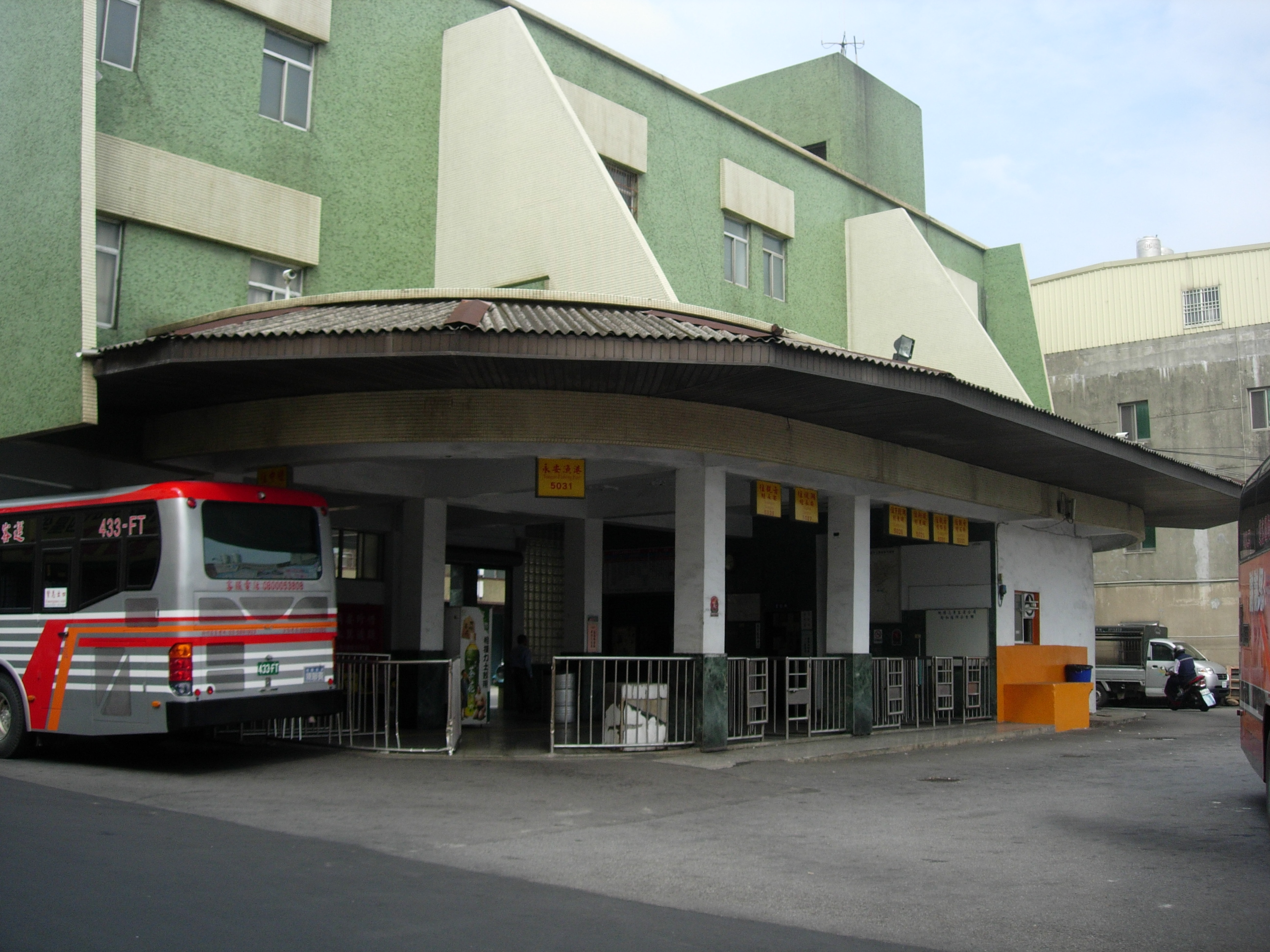
新屋站月台

  - 【5035】中壢⇔新屋　看板往中壢 5035
- 進站第二月台：
  - 【5031】中壢⇔福興宮　看板往福興宮 5031
- 進站第三月台：
  - 【5039】中壢⇔中壢　看板往觀音 經永安 5039
  - 【5027】中壢⇔後湖(部份班次進永安漁港)　看板往後湖 經永安 5027

- 進站第四月台：

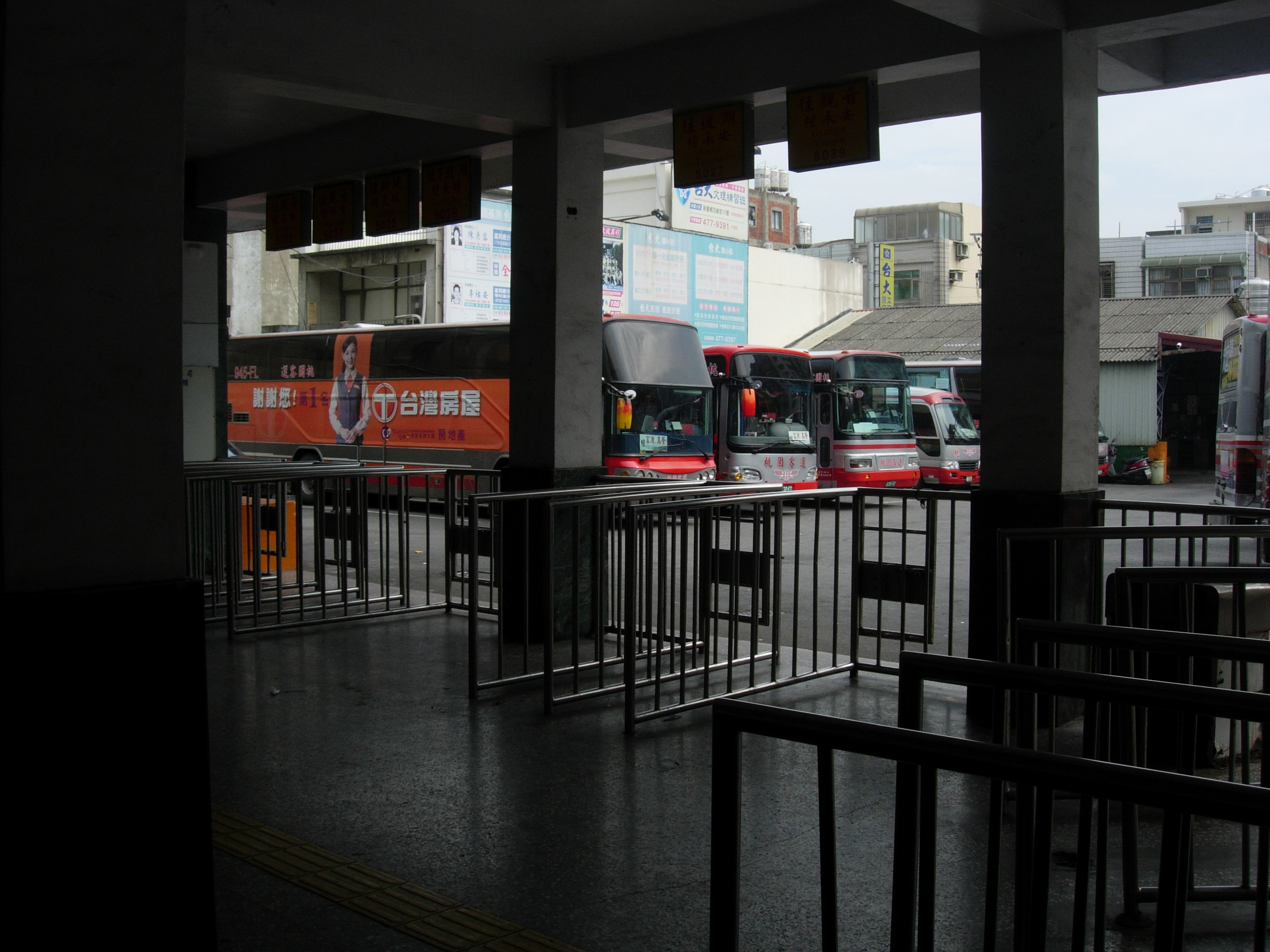
月台看板

  - 【5025】中壢⇔新屋（經藍埔）　看板往新坡 經藍埔 5025
  - 【5033】中壢⇔觀音（經保生）　看板往觀音 經保生 5033
  - 【5032】中壢⇔觀音（經石橋）　看板往觀音 經石橋 5032

## 時刻

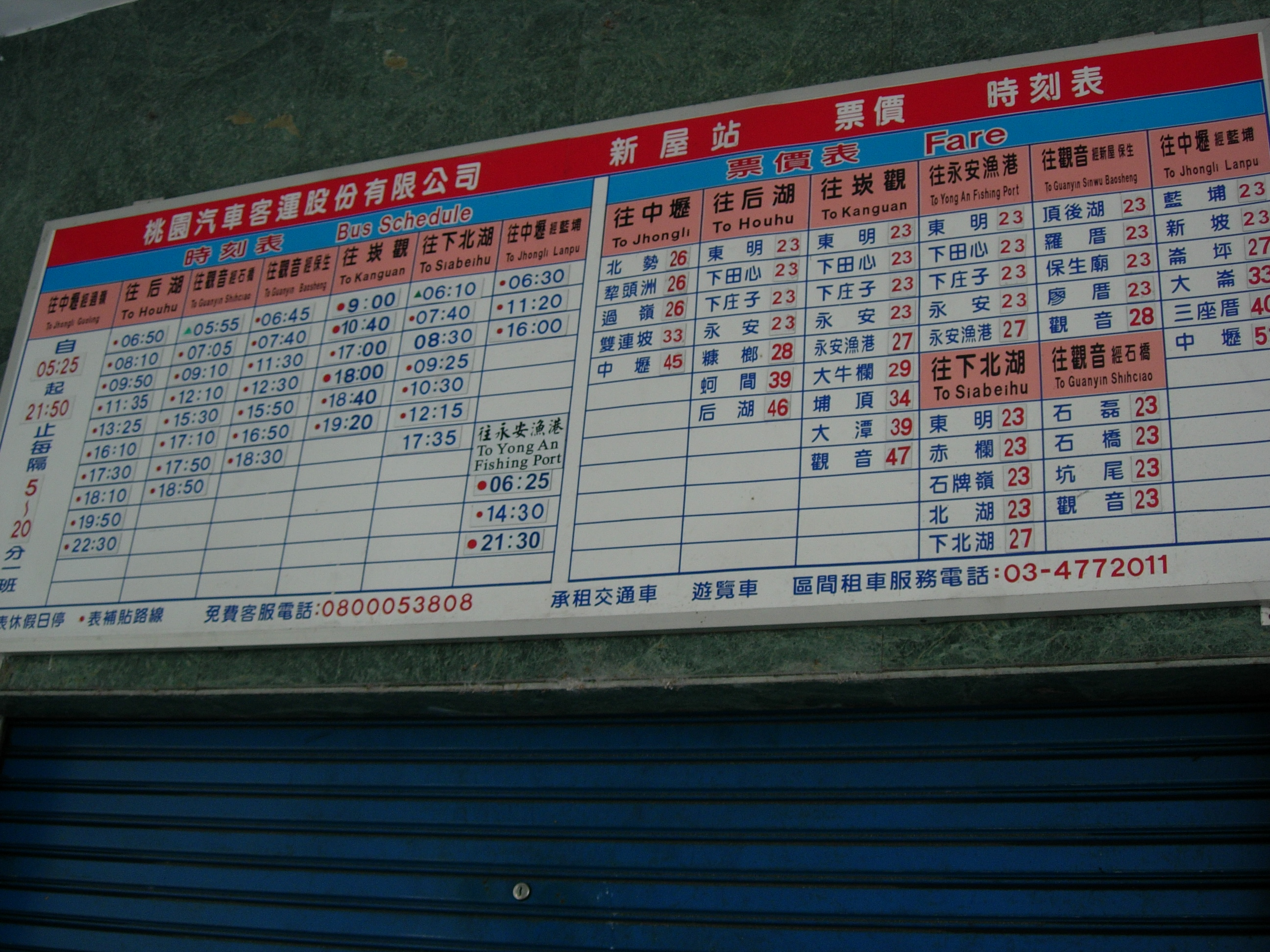
時刻表

- 往中壢每5到40分鐘便有一班車，班次最為密集(為重疊區間)，自上午5:25自下午22:20間皆有班車。

## 配車
新屋站
066-FX 067-FX 431-FT 433-FT 461-FT 500-FT  520-U7 557-U7 558-U7 565-FY
566-FY 913-FP 946-FP FAD-511 FAD-599 FAD-681 FAD-682 FAD-692 KKA-3707 KKA-3752
KKA-3753 KKA-3791 KKA-3792 KKA-3793 KKA-3903  KKA-3915 KKA-3929 597-V6 KAE-309
AB班固定配車
FAD-682 KKA-3752 KKA-3915
桃園樂活巴士
516-U7 520-U7 557-U7 558-U7 946-FP KKA-3903
長庚專車
500-FT FAD-692 597-V6 KKA-3929 461-FT KKA-5000
交通班固定配車
066-FX 067-FX 913-FP FAD-692 KKA-3929
遊覽車
597-V6

## 資料來源
1. ↑  新屋鄉志 343頁

## 外部連結
- 桃園客運公司 （页面存档备份，存于）